# Pes baix
El terme pes baix fa referència a aquella persona que es considera que es troba per sota d'un pes saludable. La definició es fa habitualment en referència a l'índex de massa corporal (IMC). Un IMC per sota de 18,5 és considerat generalment com a pes baix. Aquesta definició mèdica de pes baix pot diferir d'altres usos del terme, com per exemple aquells basats en l'atractiu físic.

## Causes
La causa més comuna per la que una persona es trobi en pes baix és la malnutrició primària causada per la falta de disponibilitat d'aliments adequats, que pot arribar fins al 50% en zones de l'Àfrica Sub-sahariana i l'Àsia meridional. Els efectes de la malnutrició primària es poden veure amplificats per malalties; fins i tot malalties curables com la diarrea poden ser mortals.
En presència de fonts d'aliment adequades, estar en pes baix pot ser a vegades el resultat de malalties mentals o físiques. Hi ha centenars de causes possibles per a una pèrdua excessiva de pes o perquè una persona es trobi en pes baix. Algunes de les causes amb major prevalença inclouen:
- Pobresa
- Anorèxia nerviosa
- Bulímia nerviosa
- Càncer o tractament anti-cancerigen
- Tuberculosi
- Hipertiroïdisme
- Diabetis tipus 1
- Ansietat i trastorns depressius
- Ús recreatiu de drogues, especialment estimulants
- Malaltia inflamatòria intestinal
- Síndrome de l'artèria mesentèrica superior
- Mal funcionament dels òrgans digestius
- Dolor dental
- Sobre-entrenament (en esports de resistència)
- VIH/SIDA
- Genètica / Baix pes natural
- Pubertat (Augments d'alçada, El cos no pot atrapar el creixement de muscle/greix)

## Problemes
El problema més immediat del pes baix és que pot ser secundari a, i/o símptoma de, una altra malaltia. La pèrdua inexplicada de pes requereix la diagnosi d'un professional mèdic.
El pes baix també pot ser una condició causant primària. Una persona amb pes baix sever pot tenir poca energia física i un sistema immunitari dèbil, quedant en perill d'infeccions. Segons Robert E. Black de la Johns Hopkins School of Public Health, "L'estat de pes baix... i deficiències en micronutrients també causa un decreixement en les defenses immunes i no-immunes de l'hoste, i s'haurien de classificar com a causes base de mort si van seguides de malalties infeccioses que són les causes terminals associades."
Les persones que pateixen de pes baix per malnutrició generen preocupacions especials, ja que no només el total de la ingesta calòrica pot ser que sigui inadequada, sinó també la ingesta i absorció d'altres nutrients vitals, especialment aminoàcids essencials i micronutrients com ara vitamines i minerals.
En les dones, trobar-se en pes baix sever pot resultar en amenorrea (absència de la menstruació) i possibles complicacions durant la gestació. També pot causar anèmia i pèrdua de cabell.
El pes baix és un factor de risc establert per l'osteoporosi, fins i tot en joves. Aquesta és una conseqüència particularment insidiosa, ja que afecta a persones que no perceben el perill, poden sentir-se en forma i ser brillants en esports de resistència. Un cop han tingut lloc les primeres fractures espontànies el mal ja és sovint irreversible.

## Guany de pes
Si una persona pateix pes baix sever fins al punt de desenvolupar problemes de salut, pot ser necessari que la persona faci un esforç concentrat per guanyar pes. El tractament per a una persona amb pes baix és incrementar la ingesta energètica alimentària de manera que es consumeixi més energia que la que s'utilitzi com a treball. S'acostuma a suggerir que l'"entrenament en pes" també ha de tenir lloc per augmentar la massa muscular.
Si la pèrdua de pes és per causa d'una malaltia, curar la malaltia i consumir les calories adequades pot fer que persones amb pes baix assoleixin un pes corporal saludable.